# Arthroleptis tuberosus
Arthroleptis tuberosus là một loài ếch thuộc họ Arthroleptidae.
Loài này có ở Cameroon, Cộng hòa Congo, Cộng hòa Dân chủ Congo, có thể cả Cộng hòa Trung Phi, có thể cả Guinea Xích Đạo, và có thể cả Gabon.
Môi trường sống tự nhiên của chúng là rừng ẩm vùng đất thấp nhiệt đới hoặc cận nhiệt đới và rừng thoái hóa nghiêm trọng.
Chúng hiện đang bị đe dọa vì mất môi trường sống.